# Mauro Calamia

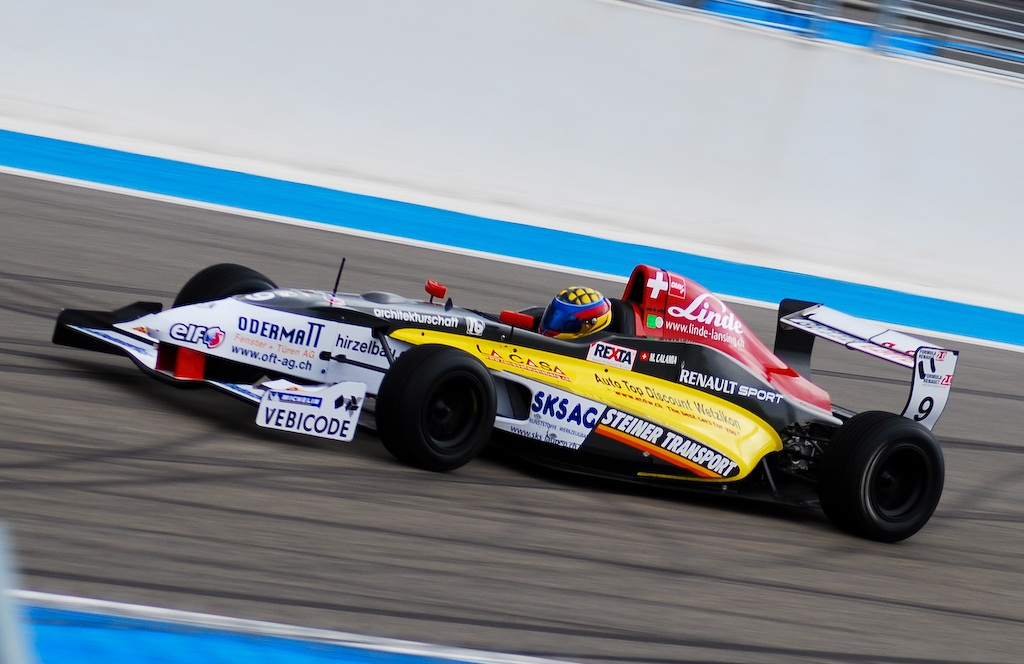
Calamia in actie in 2011

Mauro Calamia (20 januari 1992) is een Zwitsers autocoureur.

## Carrière
Calamia begon zijn autosportcarrière in het karting in 2005, waar hij tot 2008 actief was. In 2009 stapt hij over naar het formuleracing en in de Formule Lista Junior voor het team Daltec Racing. Met een derde plaats als beste resultaat werd hij tiende in het kampioenschap. In 2010 bleef hij in dit kampioenschap rijden, maar stapte hij over naar Torino Motorsport. Hij werd uiteindelijk elfde in het kampioenschap. In 2011 keerde Calamia terug naar Daltec Racing in de Formule Renault 2.0 Alps, waar hij tiende werd in het kampioenschap. Daarnaast reed hij ook voor Daltec drie races in de Formule Renault 2.0 NEC.
In 2012 heeft Calamia een zitje in de Formule 2.